# 鹿王
鹿王（ガオウ）は、熊本県山鹿市で2017年に誕生したローカルヒーロー。山鹿市の伝統工芸である山鹿灯籠をモチーフにした鎧を纏い戦っている。